# Ctenoplusia rhodographa
Ctenoplusia rhodographa là một loài bướm đêm trong họ Noctuidae.